# 교식추보법
《교식추보법》(交食推步法)은 조선의 천문학자인 이순지와 김석제가 일식과 월식의 시각과 상황을 추산하는 방법을 기록한 천문서이다. 1459년에 간행되었으며, 규장각에 소장되어 있다.